# Behind the News
Behind the News ist ein US-amerikanisches Filmdrama aus dem Jahr 1940. Unter der Regie von Joseph Santley spielen Lloyd Nolan, Doris Davenport und Frank Albertson die Hauptrollen in einer Originalgeschichte von Dore Schary.

## Handlung
Jeff Flavin, der Journalist werden will und voller Idealismus sein Ziel verfolgt, bekommt ein Stipendium, das ihn berechtigt, sechs Monate als Jungreporter beim renommierten Enquirer zu volontieren. Am Tag seines Eintreffens wird er Zeuge, wie der Chefredakteur Vic Archer dem Starreporter Stuart Woodrow Vorhaltungen macht, dass er mit seinem Zynismus aber auch seiner Faulheit, seinen Ruf als großartiger Autor aufs Spiel setze. In der Hoffnung, dass Woodrow sich zusammenreißt, unterstellt ihm Archer Jeff. Woodrow hegt jedoch eine Abneigung gegen Jungspunde und behandelt Jeff dementsprechend herablassend. Wegen der Festsetzung und Strafverfolgung des berüchtigten Gangsters Harry „Face“ Houseman kommt es zu Unstimmigkeiten, da der Verdacht in der Luft hängt, dass der Bezirksstaatsanwalt Hardin S. Kelly, Houseman nur angeklagt hat, weil das seiner Wiederwahl zuträglich ist.
Um Jeff loszuwerden, schickt Woodrow ihn in die Leichenhalle, da es ein Gerücht gibt, dass der Tote dort das Opfer einer Lebensmittelvergiftung geworden ist. Bei dem Versuch, entsprechende Beweise in die Hände zu bekommen, wird Jeff festgenommen. Nachdem er Kontakt zu Woodrow aufgenommen hat, kümmert dieser sich um die angesetzte Kaution für Jeffs Freilassung und betrinkt sich anschließend, da er durch die ganze Aktion einen wichtigen Termin mit seiner Verlobten Barbara Shaw, die Kellys persönliche Sekretärin ist, verpasst hat. Während er sozusagen außer Gefecht ist, überschlagen sich die Ereignisse. Houseman gelingt die Flucht aus dem Gefängnis und Jeff, der Housemans Schwester aufsucht, beobachtet voll Entsetzen, wie Houseman niedergeschossen und ein unschuldiges Kind getötet wird. Der junge Journalist schreibt die Geschichte unter Woodrows Namen für den Enquirer. Als er kurz darauf einer Falschinformation aufsitzt und die Geschichte in die Zeitung bringt, bleibt der Spott nicht aus. 
Des Mordes an Houseman und dem Kind ist inzwischen der Mexikaner Carlos Marquez bezichtigt worden, der nur des Spanischen mächtig ist und eines Dolmetschers bedarf. Jeff, der Spanisch beherrscht, hört ungläubig, dass der Dolmetscher Tomas Olmedo behauptet, dass Carlos die Mordtat gestanden habe, obwohl er nichts Derartiges gesagt hat. Der Mexikaner wird daraufhin verurteilt. Jeff versucht Archer und die anderen Kollegen davon zu überzeugen, dass Marquez reingelegt worden und unschuldig ist. Aufgrund der von ihm vor kurzem falsch verbreiteten Geschichte, will ihm jedoch niemand Glauben schenken. Barbara ist es schließlich, die ihren Verlobten davon überzeugen kann, Jeffs Aussagen einmal nachzugehen. Zu dritt suchen sie daraufhin in Kellys Büro nach Hinweisen und finden heraus, dass Olmedo von Kelly bezahlt wurde, um Houseman zu töten, der von seinen seit Jahren begangenen krummen Geschäften wusste. Kelly ermöglichte Houseman die Flucht, um ihn dann beseitigen zu lassen. Olmedo wird zur Verantwortung gezogen und ebenso wie Kelly verhaftet und bald darauf verurteilt. Carlos kommt frei und Jeff wird nun auch von Woodrow ohne Einschränkung akzeptiert. Ehrensache, dass er auch über Woodrows und Barbaras Hochzeit berichten darf.

## Produktion und Hintergrund
Gedreht wurde in der Zeit vom 22. Oktober bis zum 8. November 1940. Produktionsfirma war die Republic Pictures Corp, die den Film auch vertrieb. Arbeitstitel des Films war A Flagpole Needs a Flag. Behind the News kam in den USA am 20. Dezember 1940 in die Kinos.
1955 gab es eine Neuverfilmung der Republic Studios unter dem Titel Headline Hunters. Regie führte William Witney, Rod Cameron war in der Hauptrolle besetzt.

## Kritik
T.S. von der New York Times fasst sein Urteil in dem Satz zusammen: „Kurz gesagt, ‚Behind the News‘ ist ein einfältiges Stück von mehreren Autoren, die es besser wissen sollten.“ T.S. stößt sich unter anderem daran, dass gestandene Redakteure sich kaum derart dilettantisch verhalten würden und auch daran, dass ein Staatsanwalt gemeinsame Sache mit Gaunern mache und auch an der Idealisierung der Journalisten.

## Auszeichnungen
1941 wurde Charles L. Lootens für Behind the News in der Kategorie „Bester Ton“ nominiert, musste sich jedoch Douglas Shearer geschlagen geben, der die Trophäe für den Musicalfilm Heiße Rhythmen in Chicago entgegennehmen konnte.